# Bahiamiersluiper
De Bahiamiersluiper (Herpsilochmus pileatus) is een zangvogel uit de familie Thamnophilidae (miervogels).

## Verspreiding en leefgebied
Deze soort is endemisch in oostelijk Brazilië.

## Status
De grootte van de populatie is in 2022 geschat op 4200-13.000 volwassen vogels. Op de Rode lijst van de IUCN heeft deze soort de status gevoelig.